# Oberschönau
Oberschönau è una frazione della città tedesca di Steinbach-Hallenberg.

## Storia
Il 1º gennaio 2019 il comune di Oberschönau venne soppresso e aggregato alla città di Steinbach-Hallenberg.